# Parechthrodryinus clavicornis
Parechthrodryinus clavicornis är en stekelart som först beskrevs av Peter Cameron 1913.
Parechthrodryinus clavicornis ingår i släktet Parechthrodryinus och familjen sköldlussteklar. Inga underarter finns listade i Catalogue of Life.